# Valdivia (Kolumbien)
Valdivia ist eine Gemeinde (municipio) im Departamento Antioquia in Kolumbien.

## Geographie
Valdivia liegt in der Subregion Norte in Antioquia 165 km von Medellín entfernt auf einer Höhe von ungefähr 1165 m ü. NN und hat eine Durchschnittstemperatur von 22,5 °C. An die Gemeinde grenzen im Westen Ituango und Briceño, im Südosten Yarumal, im Osten Anorí und im Norden und Nordosten Tarazá.

## Bevölkerung
Die Gemeinde Valdivia hat 14.542 Einwohner, von denen 4496 im städtischen Teil (cabecera municipal) der Gemeinde leben (Stand: 2022).

## Geschichte
Valdivia wurde 1879 von Siedlern unter dem Namen Conguital gegründet und wurde kurz darauf corregimiento von Yarumal. Als Valdivia erhielt der Ort 1912 den Status einer Gemeinde. Die Benennung erfolgte zu Ehren des spanischen Konquistadors Andrés de Valdivia.

## Wirtschaft
Die wichtigsten Wirtschaftszweige von Valdivia sind Landwirtschaft, Handel und Bergbau.